# فوکائورا، آئوموری
فوکائورا، آئوموری (به لاتین: Fukaura, Aomori) یک منطقهٔ مسکونی در ژاپن است که در استان آئوموری واقع شده‌است. فوکائورا ۴۸۸٫۸۹ کیلومترمربع مساحت و ۸٬۵۹۲ نفر جمعیت دارد.